# Phalaenopsis fimbriata
Phalaenopsis fimbriata är en orkidéart som beskrevs av Johannes Jacobus Smith. Phalaenopsis fimbriata ingår i släktet Phalaenopsis och familjen orkidéer. Inga underarter finns listade i Catalogue of Life.

## Bildgalleri

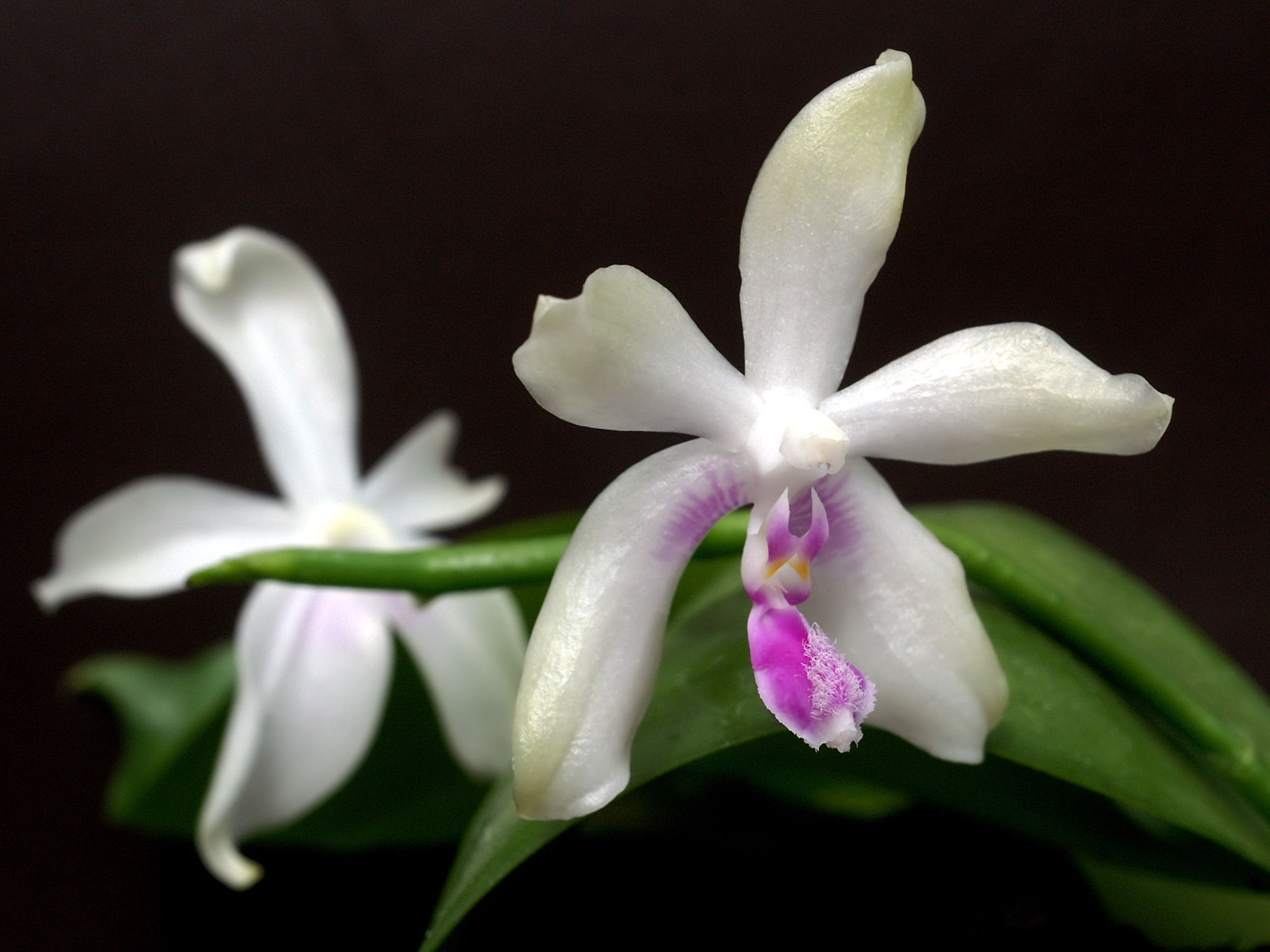
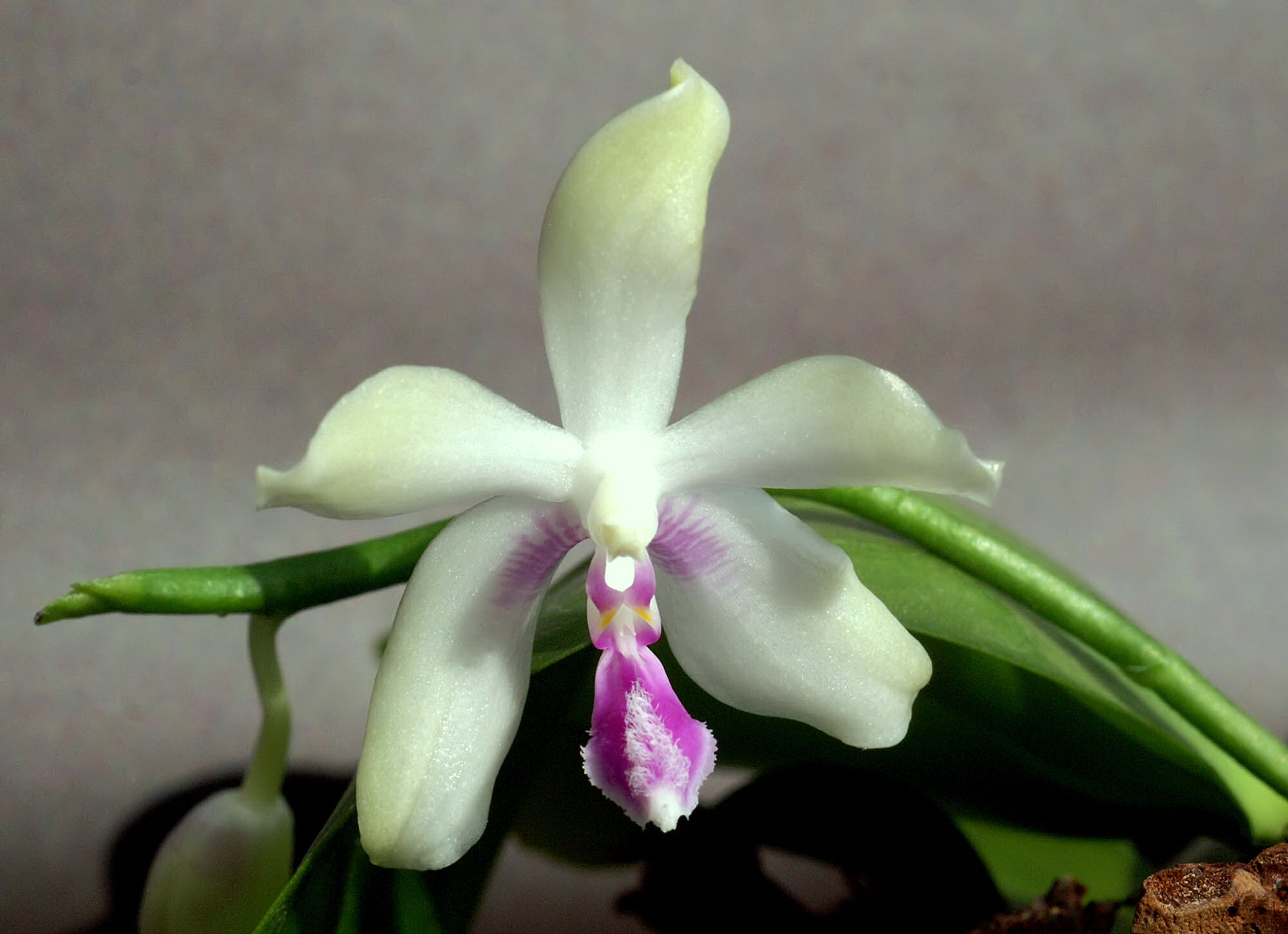
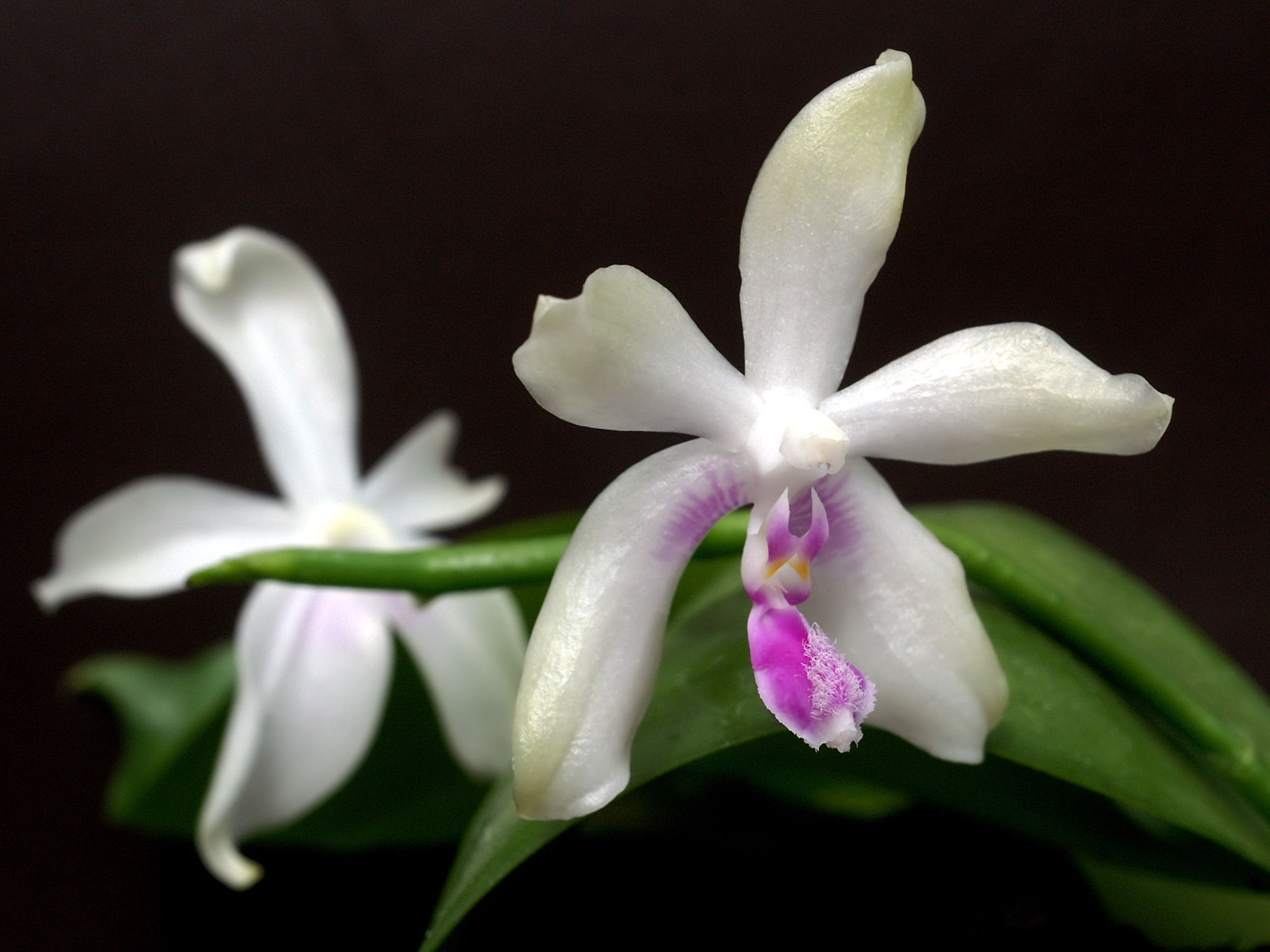